# Саратовская гармонь

Концерт гармонистов в День города Саратова

Памятник Саратовской гармошке в День города Саратова перед концертом гармонистов

Саратовская гармонь — местная разновидность русской гармони, отличающаяся от других тем, что на ней имеются колокольчики, а также своеобразным тембром и большей силой звучания.

## История
Саратовская гармонь появилась впервые в 1855 или 1856 году. Инструменты изготавливались гармонными артелями в Саратове, Саратовской губернии.
Первая гармонная мастерская в Саратове была открыта Николаем Геннадьевичем Карелиным в 1870 году на Никольской улице. Гармони украшались деревянной резьбой, бархатом, кожей, мельхиоровыми накладками. В 1920-е годы кустарей-гармошечников объединили в артель «Саратовская гармонь» и выделили им помещение на ул. Цыганской, дом 5. Со временем артель расширилась и превратилась в целое предприятие, выпускавшее до 8000 гармоней в год. Делались и заказные, концертные инструменты для музыкантов-профессионалов.
В доме № 6 по ул. Кутякова с 1954 по 2000 год находился цех по производству саратовской гармоники. В 1968 году цех вошёл в состав Саратовской фабрики музыкальных инструментов, а в начале 1980-х — в состав Энгельсского завода по производству духовых и ударных инструментов.

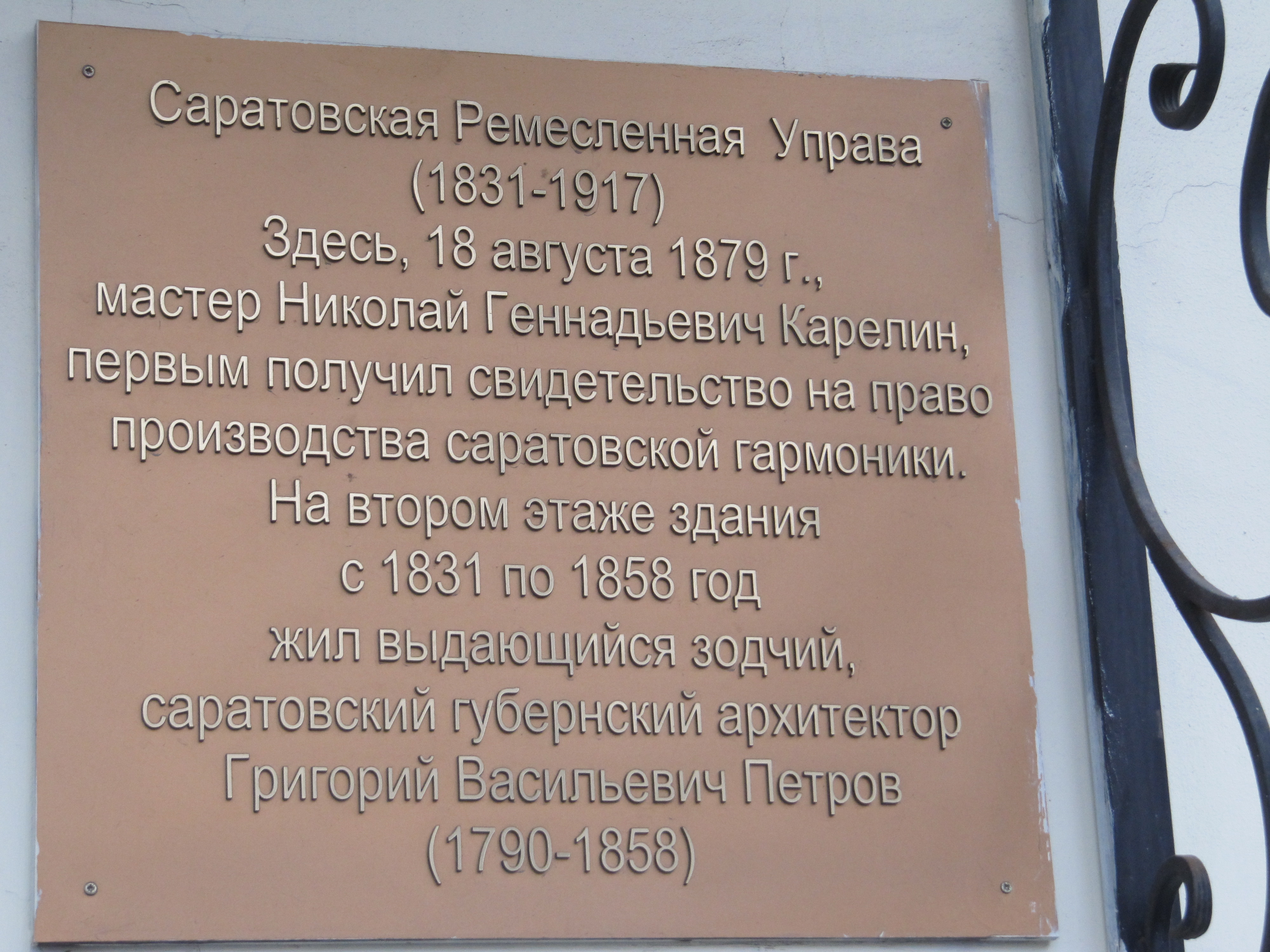
ул. Первомайская дом 74
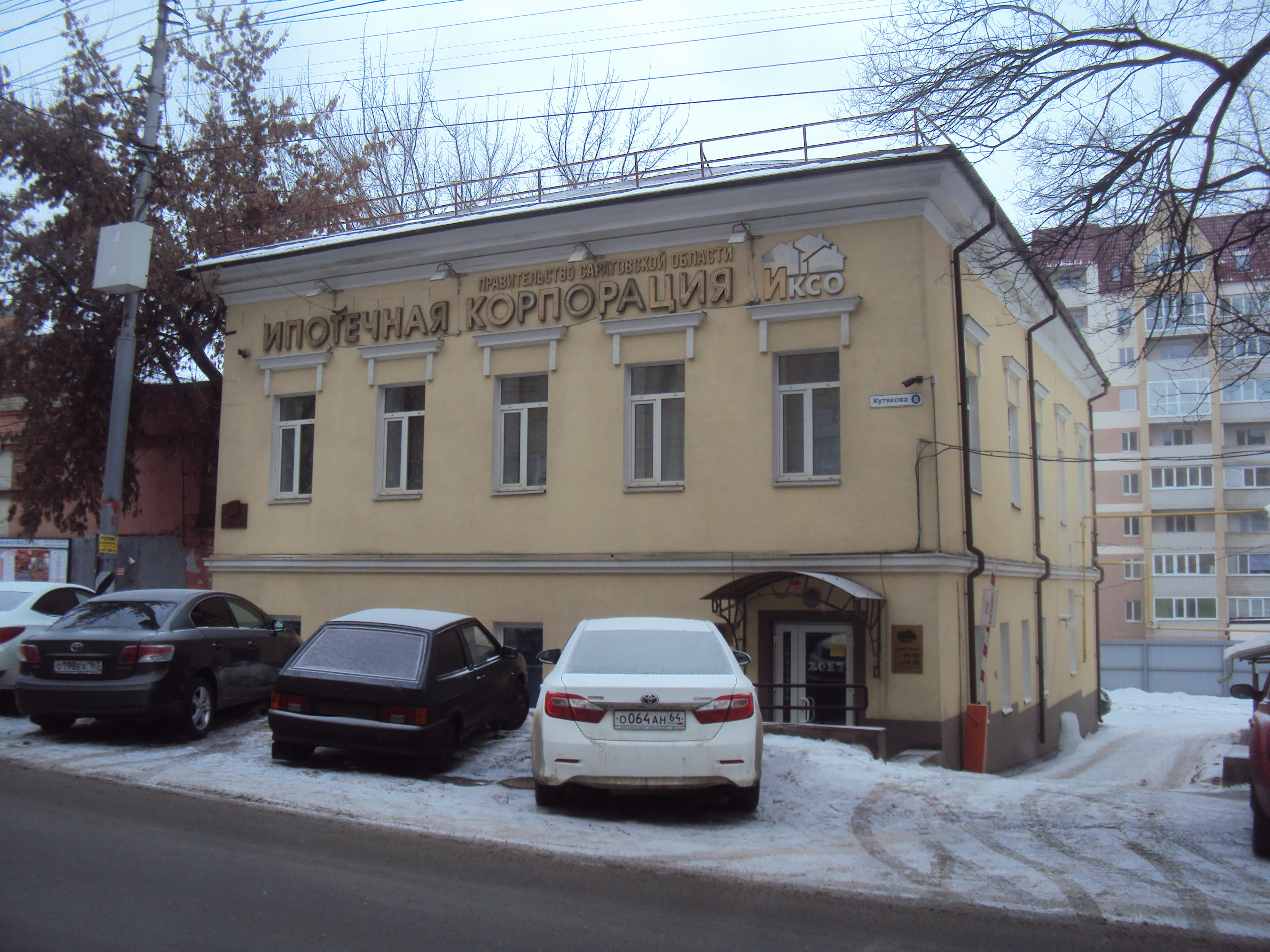
Здание, где находилось производство саратовских гармошек
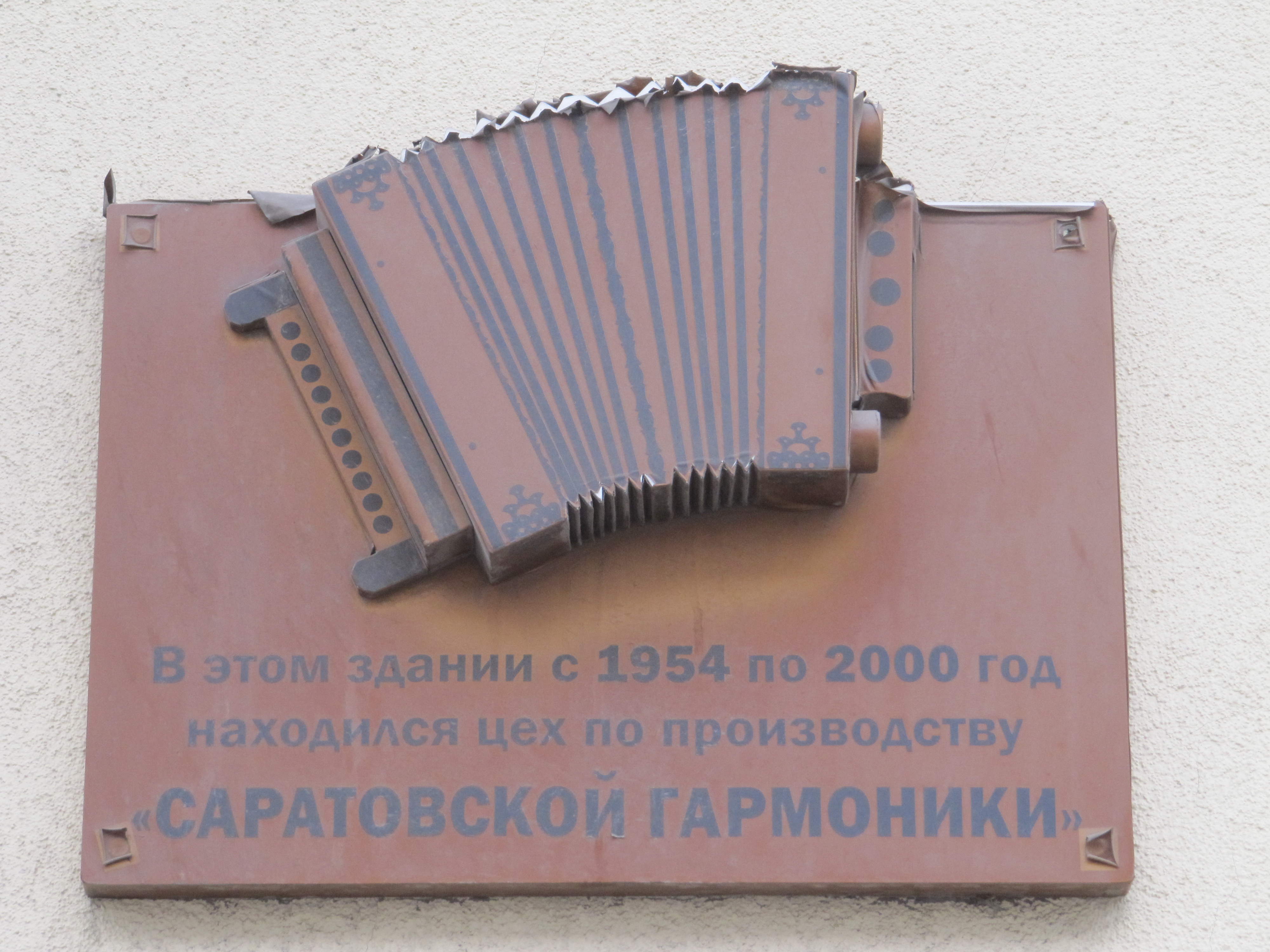
ул. Кутякова дом 6

## Современность
С октября 2013 года было запущено серийное производство саратовской гармоники на деревообрабатывающем предприятии OOO «ЛИСЕР» в Саратове. Гармоники с колокольчиками делали в этом городе более 150 лет, однако их изготовление было очень трудоемким, поэтому инструменты производили в единичных экземплярах. Сегодня производство саратовской гармоники вышло на новый уровень. Современные технологические процессы позволили запустить саратовскую гармонику в серийное производство, сделать ее массовым и ремонтопригодным продуктом, при этом полностью сохранив уникальность этого всемирно известного музыкального инструмента.
Саратовские гармони нового производства были представлены в 2014 году на Олимпиаде, на стенде Саратовской области. В ноябре 2014 года этот музыкальный инструмент принимал участие в первом фестивале культуры в Сочи. В ноябре 2015 года на Всероссийском фестивале-конкурсе «Туристический сувенир» новая саратовская гармоника заняла первое место в номинации «Сувенир региона».
Созданы и создаются новые коллективы, которые исполняют свои композиции на новых инструментах.
Существуют творческие коллективы, использующие саратовскую гармонь: Государственный академический русский народный хор им. М. Е. Пятницкого, ансамбли «Саратовская гармоника», «Колокольчик» и «Серебряные колокольчики».
В 2009 году на проспекте Кирова в Саратове был установлен памятник саратовской гармошке, подаренный жителям банком «Экспресс-Волга» к Дню города. В определённые часы памятник проигрывает композиции местного саратовского инструментального коллектива, напоминая об историческом символе города — гармошке. 

В День города Саратова 10 сентября 2022 года возле Памятника Саратовской гармошке проводился концерт гармонистов (см. фото).

## Видеорепортажи
- Дмитрий Кузьмин, Константин Стручков. Играй, гармонь отреставрированная! «Первый канал» (20 августа 2012). Дата обращения: 29 сентября 2012.